# Phú An, Đak Pơ
Phú An là một xã thuộc huyện Đak Pơ, tỉnh Gia Lai, Việt Nam.

## Địa lý
Xã Phú An có vị trí địa lý:
- Phía Bắc giáp xã Tân An
- Phía Nam và đông giáp xã Ya Hội
- Phía Tây giáp xã Yang Bắc.

Xã Phú An có diện tích 38.06 km², dân số năm 1999 là 3.710 người, mật độ dân số đạt 97 người/km².

## Giao thông
Xã có tỉnh lộ 674 chạy qua.